# アルミニウムグリシネート
アルミニウムグリシネート (Aluminium glycinate、化学式：C2H6AlNO4 )または、アミノ酢酸ジヒドロキシアルミニウム (ジヒドロキシアルミニウムアミノアセタール、dihydroxyaluminum aminoacetate)は、制酸薬として使用されている。